# أرماني\سيلوس
أرماني\سيلوس هو متحف فني متخصص في الموضة، يقع في ميلانو بإيطاليا. وهو مخصص لتصاميم شركة أرماني، أسسه جورجيو أرماني. المتحف مقسّم إلى عدة أقسام، هي:
- الطابق الأرضي: "مسقط الرأس: الشعور بالانتماء"، وهو مكرّس للمصور والمخرج الألماني بيتر ليندبيرغ (حتى أغسطس 2021) [2]
- الطابق الأول: الأعمال ثنائية الجنس
- الطابق الثاني: الأعمال المتعلقة بالأعراق
- الدور الثالث: أرشيف رقمي

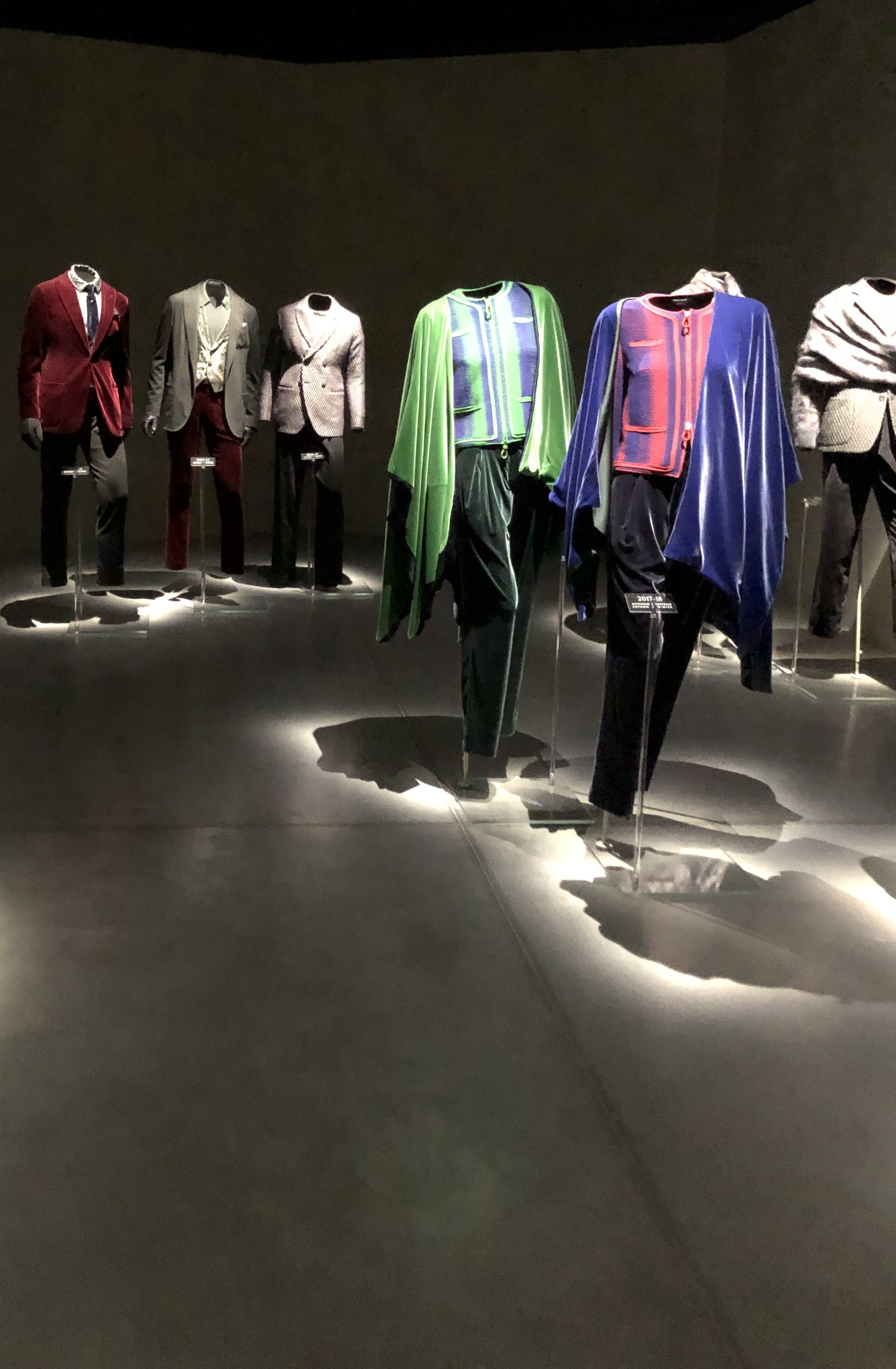
مجموعة دائمة
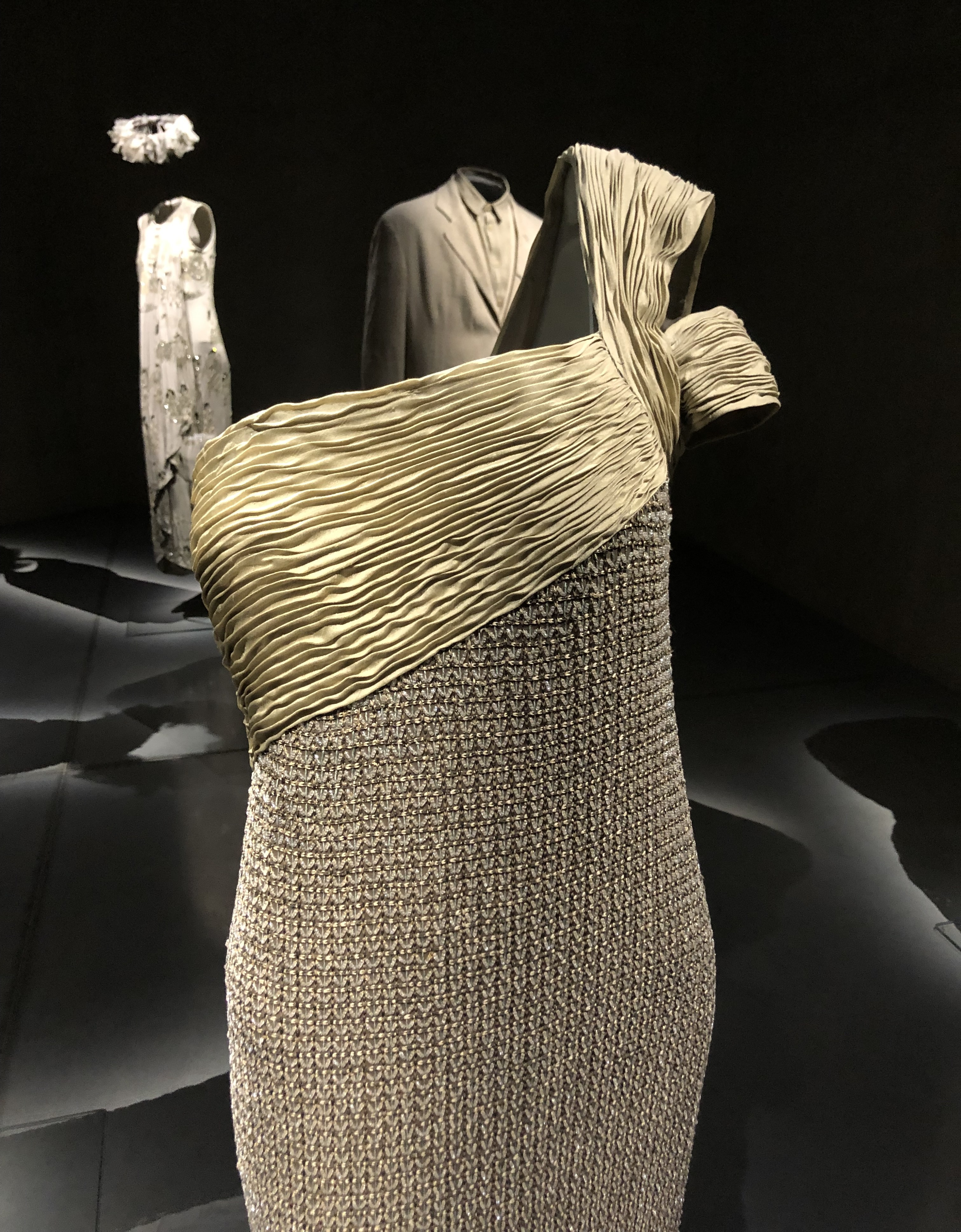
مجموعة دائمة
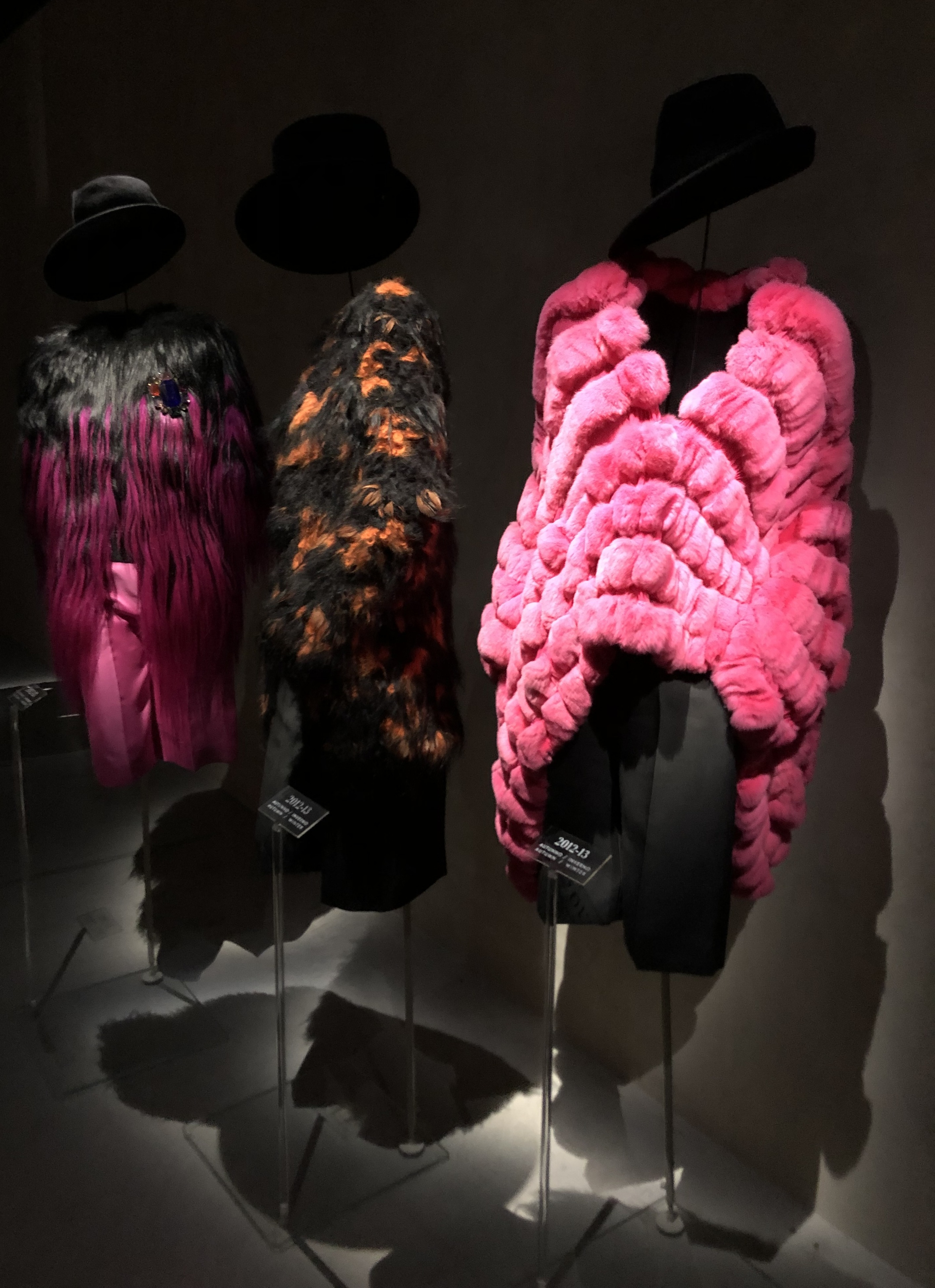
مجموعة دائمة

## أنظر أيضاً
- قائمة المتاحف في ميلانو